# 菲丽希缇·琼斯
費莉絲蒂·羅絲·哈德利·瓊斯（1983年10月17日—）是一位英国女演员，因在《The Worst Witch》第一季及其续集《Weirdsister College》中学校欺负弱小者Ethel Hallow的角色而为电视观众所熟知。菲丽希缇出演了和的《陵园路口》。她于2011年与安东·尤金一同出现在了电影《爱疯了》中，并与艾德·威斯維克一同主演了浪漫喜剧《雪场女孩》，2016年她在《星際大戰外傳：俠盜一號》中演出，並擔任女主角。

## 早期生活
菲丽希缇成长于Bournville。她的父母在于《伍尔弗汉普顿快星报》工作时相识。她的父亲是一位记者，而她的母亲在广告部门工作。她的父母于她3岁时离婚，她与哥哥一同由母亲抚养。尽管如此，她依旧说她的家庭“非常紧密”。
毕业于后，菲丽希缇参加了完成英国普通教育高级程度证书课程，并度过了一个间隔年。在间隔年她出现在了英国广播公司电视剧《Servants》中。她随后在牛津大学瓦德漢学院学习英语，并在2006年以二一毕业。在学习英语时，菲丽希缇出现在了学生戏剧中，包括她出演主角的《阿提斯》，以及2005年为牛津大学戏剧社夏天到日本的旅行与哈里·勞埃德一同出演的莎士比亚的《错误的喜剧》。

## 职业生涯
菲丽希缇受她舅舅，演员迈克尔·哈德利的鼓励而从事表演。她的母亲也对电影和戏剧有激情。她于11岁在由时称的英国独立电视台资助的一个放学后工作室开始表演。
菲丽希缇出现在了《The Worst Witch》的第一季，并随后被凯蒂·艾伦替代。她因为想家而离开了电视剧的拍摄。当《Weirdsister College》于2001年开始时，菲丽希缇再次扮演Hallow。拍摄《Weirdsister College》时，菲丽希缇只有十七岁，居住在里士满的一套公寓内，并拥有一个私人教师以指导她通过英国普通教育高级程度证书。她最长且很有可能最被人熟知的角色是英国广播公司广播第四台肥皂剧《The Archers》中的Emma Carter。角色现在由Emerald O'Hanrahan扮演。
2003年，菲丽希缇在BBC电视剧《Servants》中出演Grace May。她主演了2007年英国独立电视台改编版的简·奥斯丁的《诺桑觉寺》并于2007年4月在Royal Court Theatre出演了Polly Stenham的《That Face》，完成了她的舞台首演。
2008年，菲丽希缇出现在了电影《故园风雨后》和《Flashbacks of a Fool》，电视剧《神秘博士》一集及伦敦Donmar Warehouse剧院Enid Bagnold《The Chalk Garden》的重演中。
2009年，菲丽希缇饰演玛格特·弗兰克的五部分电视剧《安妮日记》在英国广播公司第一台播出。演员还包括饰演Edith Frank-Holländer的Tamsin Greig以及饰演Otto Frank的Iain Glen。2009年5月，她在High Tide Festival出演了安东尼·明格拉《Hang Up》的排练阅读。菲丽希缇在瑞奇·热维斯和斯蒂芬·默切特的2010年电影《陵园路口》中扮演了朱莉。她还出现在了《Soulboy》中，并在Julie Taymor的《暴风雨》荧幕改编版中饰演米兰达。
2011年1月29日，菲丽希缇因在德雷克·多雷穆斯电影《爱疯了》中安娜的角色获得了圣丹斯电影节美国剧情片单元突破性表演评审团特别奖。在电影中，菲丽希缇需要自己做自己的头发并自己给自己化妆，对话也都是未排练的。她的表演被与嘉莉·慕萊根在《成长教育》中获奥斯卡金像奖提名的角色相提并论。她还因为电影在2011年获得了。菲丽希缇与《绯闻女孩》演员艾德·威斯維克一同出演了于2011年3月上映的浪漫喜剧《雪场女孩》。她为了准备角色接受了两个月的单板滑雪训练，并在阿尔山麓圣安东的一个雪场卧底工作，清理厕所并在酒吧参加派对。菲丽希缇说角色在一连串服饰角色后是“一种放鬆”，并希望获得一个喜剧角色。
菲丽希缇于2011年6月至7月在伦敦Donmar Warehouse剧院表演了《Luise Miller》，戏剧是Mike Poulton对弗里德里希·席勒《阴谋与爱情》的改编。她拒绝了《魔镜魔镜》的主演角色以出演戏剧，令导演Michael Grandage十分吃惊。Grandage说：“所有其他的东西都必须被移动来迎合（戏剧）……在她的职业生涯高入云霄的时候。”菲丽希缇与一家天主教家庭同住并参加了弥撒来为角色做准备。
2011年，菲丽希缇被宣布为巴寶莉的新代言人。11月她还被宣布为杜嘉班纳的新代言人。

## 个人生活
菲丽希缇曾与她的长期男友Ed Fornieles一同居住在伦敦东区貝思納爾格林。她的男友是一位雕塑家和網路藝術家。他们在他在拉斯金美術學校时在牛津大学认识。已於2013年年底分手。
菲丽希缇於2015年開始與導演Charles Guard交往，2017年兩人宣布訂婚，2018年7月結婚。

## 影视作品

### 电影
| 年份       | 标题                      | 角色 | 备注 |
| ---------- | ------------------------- | --- | --- |
| 1996       | The Treasure Seekers      | Alice Bastable | 电视电影                                                                                                |
| 2007       | 诺桑觉寺                  | 凯瑟琳·莫兰 | 英国独立电视台电视电影                                                                                  |
| 2008       | Flashbacks of a Fool      | Young Ruth | |
| 2008       | 故园风雨后                | Lady Cordelia Flyte | |
| 2009       | 谢利                      | Edmée | |
| 2010       | 陵园路口                  | 朱莉 | |
| 2010       | Soulboy                   | Mandy | |
| 2011       |                           | | |
| 暴风雨     | 米兰达                    | | |
| 信天翁     | Beth                      | | |
| 雪场女孩   | Kim                       | | |
| 爱疯了     | 安娜                      | － 最佳女新人 － 最佳突破演员 － 突破性表演 圣丹斯电影节 － 美国剧情片单元突破性表演评审团特别奖 提名 － － 突破性表演 | |
| 震動性世紀 | Emily Dalrymple           | | |
| 第八頁     | Julianne Worricker        | 英国广播公司电视电影《第八页》，2014年衍生電視劇《》                                                                   | |
| 2012       | 旭日婚礼                  | Dolly Thatchem | |
| 2013       | Breathe In                | Sophie | |
| 2013       | The Invisible Woman       | Nelly Ternan | |
| 2014       | 蜘蛛人驚奇再起2：電光之戰 | 費莉西亞 | |
| 2014       | 愛的萬物論                | Jane Hawking | 提名-第87届奥斯卡金像奖最佳女主角 提名-第72届金球奖最佳剧情片女主角 提名-第68届英国电影学院奖最佳女主角 |
| 2015       | True Story                | Jill | |
| 2016       | 偷天劫車手                | Juliette | |
| 2016       | 當怪物來敲門              | Mum | |
| 2016       | 地獄                      | Dr. Sienna Brooks | |
| 2016       | 星際大戰：俠盜一號        | 琴·厄索 | |
| 2018       | 法律女王                  | 鲁斯·巴德·金斯伯格 | |
| 2019       | 熱氣球飛行家              | Amelia Wren | |
| 2020       | 永夜漂流                  | Sully | |

### 电视剧
| 年份 | 标题                | 角色               | 备注                                                              |
| ---- | ------------------- | ------------------ | ----------------------------------------------------------------- |
| 1998 | The Worst Witch     | Ethel Hallow       | 第一季                                                            |
| 2001 | Weirdsister College | Ethel Hallow       |                                                                   |
| 2003 | Servants            | Grace May          |                                                                   |
| 2007 | Cape Wrath          | Zoe Brogan         |                                                                   |
| 2008 | 神秘博士            | Robina Redmond     | 一集：                                                            |
| 2009 | 安妮日记            | 玛格特·弗兰克      | 五部分连续剧                                                      |
| 2014 |                     | Julianne Worricker | BBC間諜文藝片，部分人物延續自2011年英国广播公司电视電影《第八頁》 |

## 其他作品
- 《The Archers（英语：The Archers）》（1999–2009），Emma Grundy – 英国广播公司广播第四台肥皂剧[18]
- 《The Snow Queen》，Creation Theatre Company（2005–06），Gerda[19]
- 《That Face（英语：That Face）》，Royal Court Theatre（英语：Royal Court Theatre）（2007），Mia
- 《The Chalk Garden（英语：The Chalk Garden）》，Donmar Warehouse（英语：Donmar Warehouse）（2008），Laurel
- 《Luise Miller》，Donmar Warehouse（2011）